# ケニー・クァン
ケニー・クァン（関 智斌、Kenny Kwan、1980年12月30日-）は、フィリピン出身の香港歌手、俳優。身長174cm、体重61kg、やぎ座。EEG所属。

## 略歴
2002年、スティーブン・チョンともにアイドル歌手ユニット「Boy'z（現：Sun Boy'z）」のメンバーとしてデビューし、またたくまに人気を博した。2005年、Boy'zの脱退後、ソロ活動を開始。同年に広東語アルバム「Oncoming」でソロデビュー。2007年6月には4枚目ソロアルバム「In Progress」をリリース、収録曲は「預言書」、「無字天書」、「Book B」など。2008年4月にはコンピレーションアルバム「Kenny's Essentials」をリリース、収録曲は「代表作」、「白木屋」など。
現在はライブを中心に、他アーティストのレコーディングへの参加、楽曲提供などを行っている。

## 音楽作品

### Boy'z時代の作品

#### 2003年
- LaLa世界
- LaLa世界（第二版）
- 一起喝采
- A Year to Remember（AVEP）

#### 2004年
- A Year To Remember（3rd Version）
- Boy'zone 男生圍
- Boy'zone（Version 2）
- Boy'z Can Cook
- Joy to the World Christmas Hits（ツインズ、ユミコ・チェンとイザベラ・リョンと共に合唱）

#### 2005年
- 星Mobile超時空接觸コンサート
- 八星報囍賀賀囍（ツインズ、ユミコ・チェン、イザベラ・リョン、ディープ・ンとドン・リーと共に合唱）

#### 2007年
- Sun Boy'z – All for 1（新曲+精選）

### ソロ時代の作品

#### 2005年
- Oncoming
- Oncoming（第二版）
- Musick

#### 2006年
- 愛你想妳2030（2CD）
- 夢幻組合（EEGアーティスト）
- 尋找美恵
- 尋找美恵（第二版）
- 愛 回憶 108（6アルバム）

#### 2007年
- 流行音楽潮拜（CD2枚組み）
- EEG音楽甜点精選カラオケ（DVD2枚組み）
- In Progress

#### 2008年
- Kenny's Essentials

## 合唱曲
- 男仔歌（チェク・ワンチ、アルバム「I芝See菇Bi Family 《三十六計》」を収録）
- 愛神之箭（イザベラ・リョン、アルバム「Isabella」を収録）
- 良心発現（ジリアン・チョン、アルバム「Musick」を収録）
- 非愛不可（ジリアン・チョン、テレビドラマ「牛郎織女」テーマソング）
- 光與影（イザベラ・リョン、アルバム「尋找美恵」を収録）
- 3+1=1（Sun Boy'z、Sun Boy'zのアルバム「All for 1」を収録）
- 小学館（ディープ・ン、泳兒、シャーマン・チョン、アルバム「In Progress」を収録）
- 邁向夢想的天空（ディープ・ン、ロン・ン、テレビドラマ「学警出更」テーマソング）

## 出演したミュージックビデオ
- I Love You Boyz：差人咪都
- 達明一派：達明一派対
- ツインズ：風筝與風
- ツインズ：愛情突撃
- シャーマン・チョン：請你合作

## 音楽創作
| ケニー・クァン | 作曲、作詞 | 無声訊号       |
| ケニー・クァン | 作詞       | 環遊四方       |
| ケニー・クァン | 作詞       | 鎢絲燈         |
| ケニー・クァン | 作詞       | 助聴器         |
| ケニー・クァン | 作詞       | 戦場上的羅密歐 |
| ケニー・クァン | 作曲、作詞 | 成人礼         |
| ケニー・クァン | 作詞       | 世界花園       |
| ケニー・クァン | 作詞       | 勇気情歌       |

## 出演作品

### 映画

#### 2003年
- 古宅心慌慌 - 丁武 役

#### 2004年
- 新世紀Mr.Boo! ホイさま カミさま ホトケさま - 魔法学校接線生 役
- 這個阿爸真爆炸 - 阿橘 役
- 愛作戦 - 志波 役
- 香港国際警察/NEW POLICE STORY - 紅毛（ゲスト） 役
- 6AM - 細兜 役

#### 2005年
- バグ・ミー・テンダー 恋と友情の物語 - 小智 役
- 西遊記リローデッド - 猪八戒 役

#### 2006年
- 時光・倒流的話 - 一輝 役

#### 2007年
- 些細なこと - 阿池 役
- 黒道之無悔今生 - 阿宏 役（2008年1月10日上映）
- 荒村客桟（2008年8月15日上映）
- 暴楽天使（製作中）

#### 2008年
- スペース・チンプス（吹き替え版）

### テレビ番組

#### Boy'z時代
2003年
- TVBドラマ「當四葉草碰上劍尖時」 - 高嵐（ゲスト） 役
- Now.comウェブドラマ「一起喝采」 - Kenny 役

2004年
- UIH / TVBドラマ「カンフーサッカー」 - 花弄月 役
- TVBドラマ「赤沙印記@四葉草.2」（ゲスト）

#### ソロ時代
2001年
- RTHK番組「Y2K+01」 - 阿斌 役

2004年
- 「伙頭智多星」 - 易小東 役
- 中華一番!

2006年
- RTHK番組「過渡青春」 - Kenny（ゲスト） 役

2007年
- TVBドラマ「学警出更」 - 袁家富 役

2016年
- 秀麗伝〜美しき賢后と帝の紡ぐ愛〜

### 吹き替え作品

#### Boy'z時代
- ファインディング・ニモ（2003年、広東語吹き替え版）

### 広告

#### Boy'z時代
2002年
- バニラ味コカ・コーラ （テレビ広告）

2003年
- Newayカラオケ
- 元緑寿司（紙面広告）
- 特步スニーカー（中国）
- ニコンカメラ（紙面広告）
- Super-X
- 香港MTR
- ノキア携帯電話3300形
- フィラスニーカー（紙面広告）
- U-Right（中国）（紙面広告）
- 陽光拍Tea
- 日清カップヌードル
- ニュー・ワールド・モビリティ 星Mobile

2004年:
- 特步スニーカー（中国）（紙面広告）
- ニコンカメラ（紙面広告）
- 加州紅カラオケ（テレビ広告）
- 陽光拍Tea
- 日清出前一丁
- 元緑寿司
- ニュー・ワールド・モビリティ 星Mobile

2005年
- 3Cデジタル（紙面広告）

#### ソロ時代
2001年
- マクドナルド
- エキストラ・チューインガム（中国）（紙面広告）

2004年
- 松日MP3（中国、香港、マカオ、台湾）

2005年
- 永亨クレジット（香港）
- ワーフT&T固定電話サービス（香港）
- フランス・ブライダル（香港）（紙面広告）
- ニュー・ワールド・モビリティ 星Mobile（香港）

2006年
- Sandocal Chew（香港）（紙面広告）
- フランス・ブライダル（香港）
- 神魔伝説オンラインゲーム（香港）
- バドワイザー 2006ワールド・カップ（香港）（EEGアーティスト）
- 良品物語（香港）

2007年
- フランス・ブライダル（香港）

2008年
- Methode Swiss（香港）

### ラジオドラマ

#### ソロ時代
- ラジオドラマ「36計」
- メトロドラマ「十分愛」
- ラジオドラマ「你我他的生日故事」
- ラジオドラマ「恋愛樂園」
- ラジオドラマ「妹妹妹妹実況劇場」

### 参加したライブやコンサート

#### Boy'z時代
2002年
- Twins Ichiban興奮コンサート（9月13日～9月15日、ゲスト出演、香港コロシアム）

2003年
- 松日Twins広州興奮コンサート（1月18日～1月19日、ゲスト出演、広州）
- 一夜成名隊名成立之夜（2月10日、九龍湾国際展貿中心）
- ロウントゥリー903大晒会 我要做我偶像（6月2日、ACホール）
- ニコラス・ツェー仏山コンサート（8月16日、ゲスト出演、仏山）
- ニコラス・ツェー深圳コンサート（9月30日、ゲスト出演、深圳）
- Show Up! Neway容祖兒コンサート（10月20日、ゲスト出演、香港コロシアム）
- Twins零4好玩コンサート（2003年12月31日～2004年1月4日、ゲスト出演、香港コロシアム）

2004年
- 成双成対コンサート（2月1日、香港コンベンション・アンド・エキシビション・センター）
- 新城容祖兒流行女皇コンサートFeel the Pop（4月4日、ゲスト出演、香港会議展覧中心）
- 星Mobile潮爆舞林大派對（4月9日、ゲスト出演、九龍湾国際展貿中心）
- Twins零4好玩広州コンサート（5月1日、ゲスト出演、広州）
- 新城熱火潮Twins零舍大派對（7月12日、ゲスト出演、香港会議展覧中心）
- Twins零4好玩東莞コンサート（7月17日、ゲスト出演、東莞）
- Twins零4好玩中山コンサート（7月24日、ゲスト出演、中山）
- 星Mobile超時空接觸コンサート（12月19日、香港会議展覧中心）

#### ソロ時代
2005年
- 『Reflection of Joey's Live容祖兒コンサート2005』ゲスト出演

2006年
- 『Twins 一時無両コンサート 2006』ゲスト出演
- Budweise Bar Pacific迎接FIFAワールド・カップ2006コンサート（5月21日、九龍湾国際展貿中心）
- 為中国喝采-慶祝香港回帰九周年綜芸晚会（6月29日、香港コロシアム）
- 『Twins マレーシアコンサート』ゲスト出演（8月18日〜8月19日、マレーシアゲンティンハイランド）
- 『Reflection of Joey's Live @ Atlantic City 2006 容祖兒コンサート』ゲスト出演（11月22日〜11月23日、アトランティックシティ）
- 『Reflection of Joey's Live @ Las Vegas 2006 容祖兒コンサート』ゲスト出演（11月25日、ラスベガスMirage Events Centre）
- 『Reflection of Joey's Live 2006 容祖兒コンサート』ゲスト出演（11月27日、トロントカジノ・ラマ）

2007年
- 『2007 SUCCESS Fundraising Gala 中僑慈善群星夜』（2月25日、バンクーバーGMプレイス）
- 星光熠熠耀保良（6月16日、香港コロシアム）